# 34420 Peterpau
A 34420 Peterpau (ideiglenes jelöléssel 2000 SC7) a Naprendszer kisbolygóövében található aszteroida. William Kwong Yu Yeung fedezte fel 2000. szeptember 23-án.
Nevét Peter Pau Oscar-díjas hongkongi operatőr után kapta.